# 七堡站
七堡站是杭州地铁1号线的一个车站，位于中华人民共和国浙江省杭州市上城区彭埠镇铁汇发展中心地下，七堡车辆段及综合基地南侧。

## 车站结构
七堡站为地下两层岛式车站，长161米，设4个出入口、2组风亭。

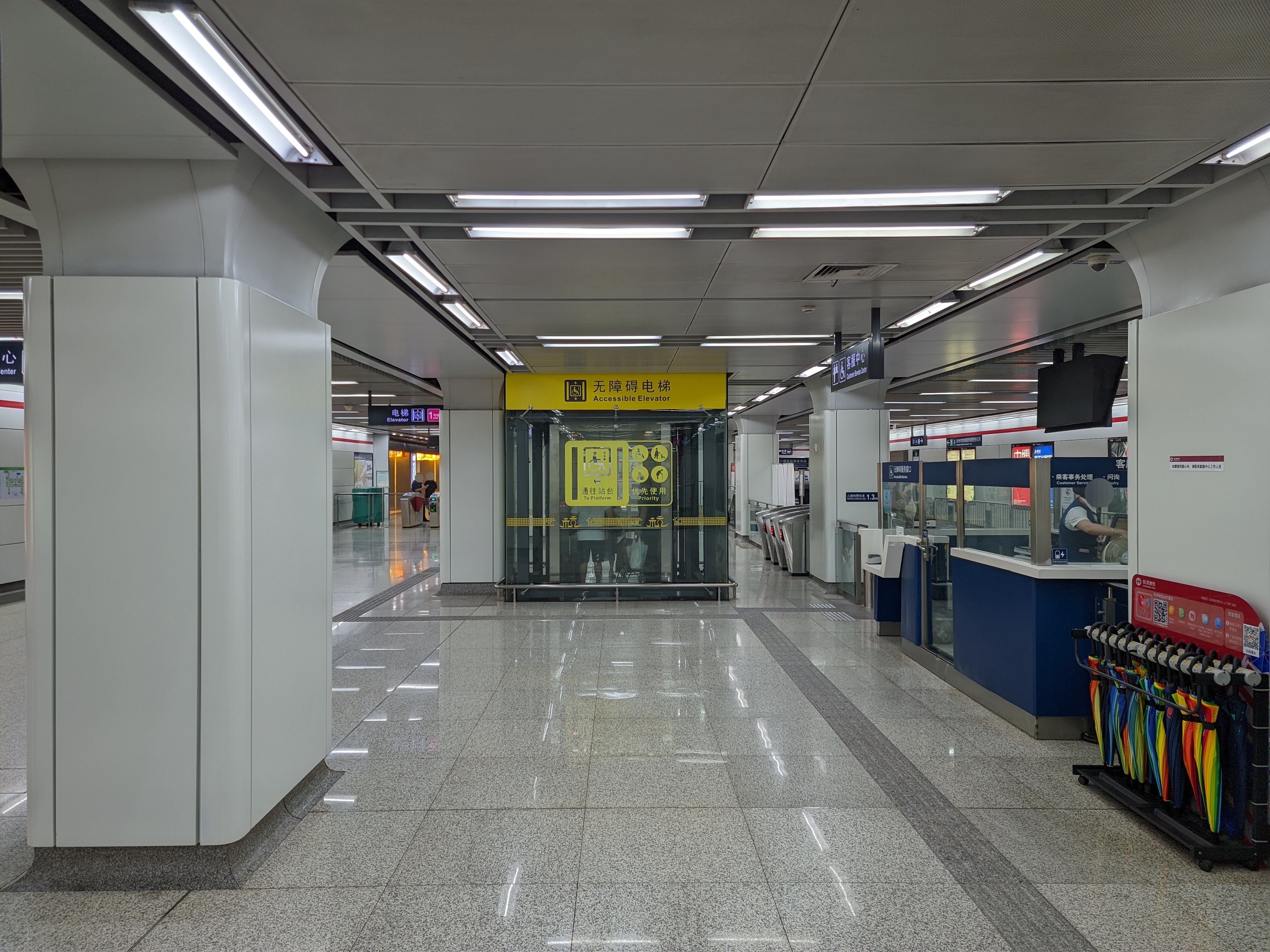
站厅
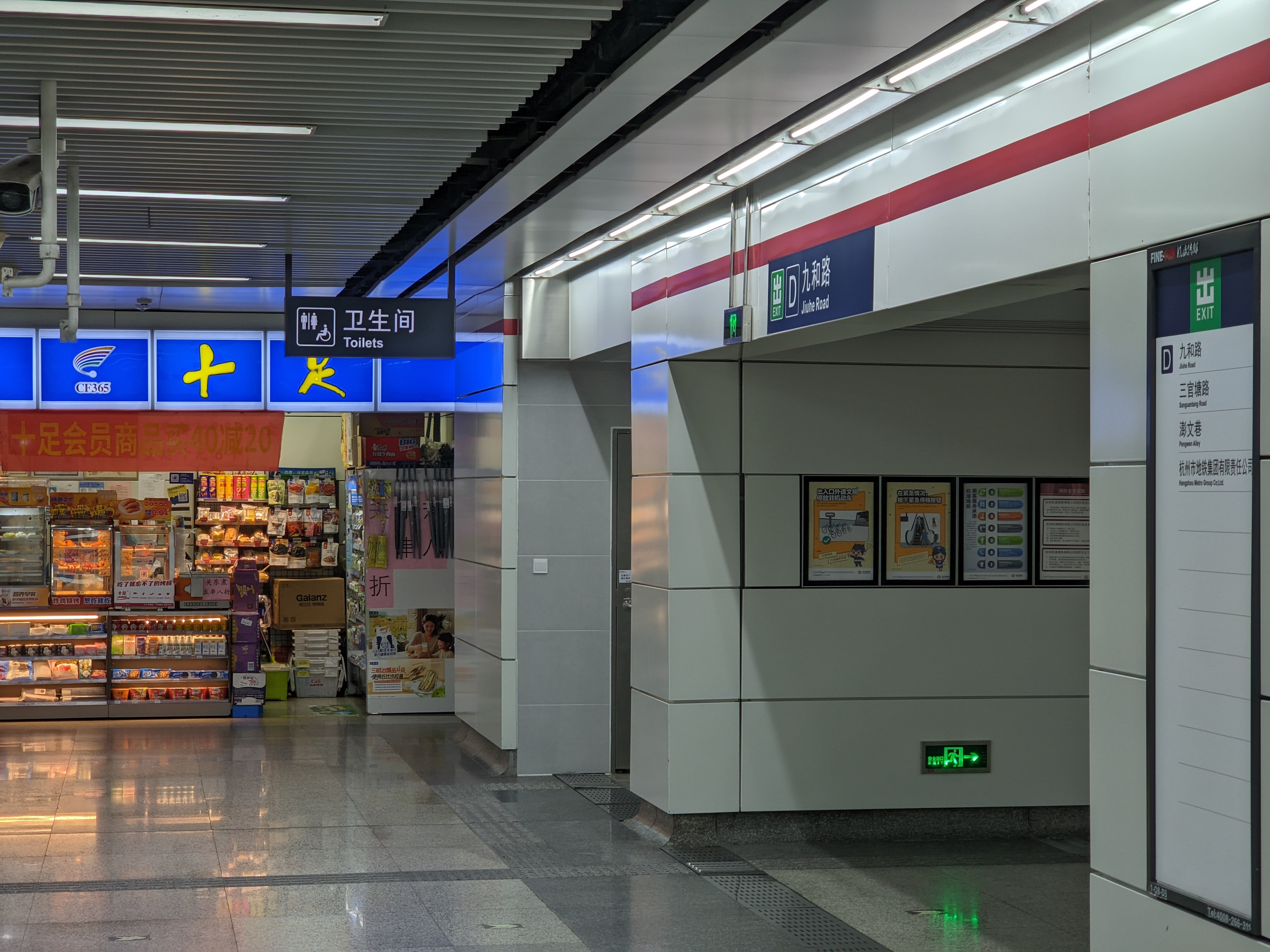
站厅非付费区设有无障碍卫生间[註 1]
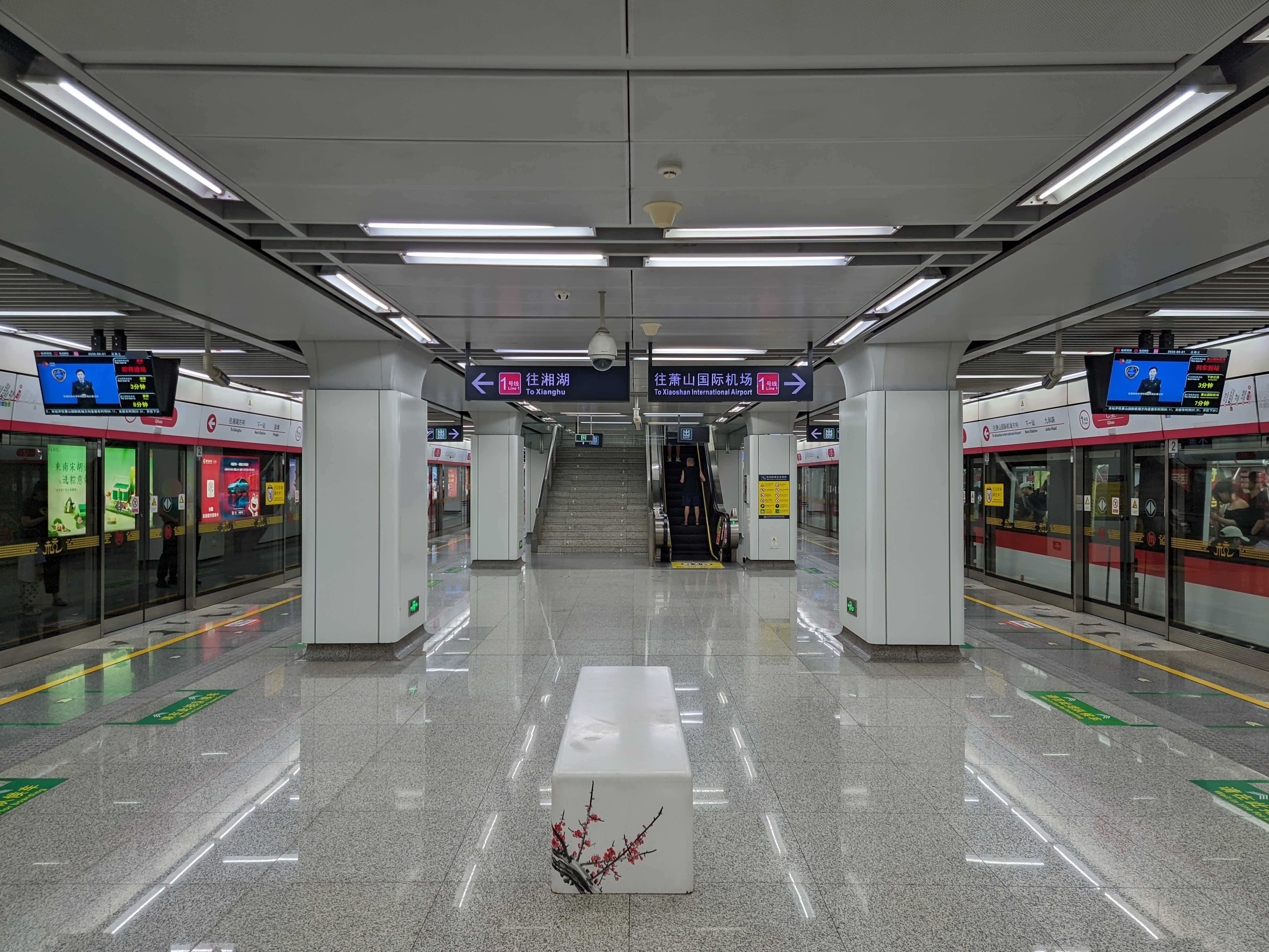
站台

### 楼层分布
| 1层  | 地面               | 出入口                             |  |  |
| -1层 | 站厅               | 自动售票机、客服中心、卫生间、商店 |  |  |
| -2层 |                    | █ 1号线 往湘湖（彭埠）             |  |  |
|      | 岛式站台，左侧开门 |                                    |  |  |
|      |                    | █ 1号线 往萧山国际机场（九和路）   |  |  |

### 出入口
七堡站共有四个出口，A和B出口设在七堡车辆基地的下沉广场中，C、D出口位于车站南侧的地面上。
| 编号                        | 指示                       | 建议前往的目的地                                                    | 图片 |
| --------------------------- | -------------------------- | ------------------------------------------------------------------- | ---- |
| A                           | 杨柳郡园                   | 杭州市地铁集团有限责任公司、杨柳郡园                                |      |
| B                           | 杭州市地铁集团有限责任公司 | 杭州市地铁集团有限责任公司、杨柳郡园                                |      |
| C                           | 九和路                     | 九和路、三官塘路 铁汇发展中心、云悦湾                               |      |
| D                           | 九和路                     | 九和路、三官塘路 杭州市地铁集团有限责任公司、杭州七堡花园城、汇港城 |      |
| 註： 设有卫生间 \| 设有电梯 |                            |                                                                     |      |

## 运营状况
七堡站建成时位置相对较为偏僻，且站名指向性存在争议：该站建成时位于彭埠街道建华社区，与原公交七堡站有1.9千米，与七堡旧镇（现9号线红普南路站附近）有2.2千米的直线距离。
本站位于城东新开发区域，在2016年底之前，附近基本上是正在陆续拆迁的农居点。周围一公里内也无大型商业设施，周边人流聚居点以及路网尚未形成，因此客流稀少，主要以附近居民和地铁员工为主。为此，为减少运营开支，车站的自动扶梯在非高峰时期，即6点至7点；10点至16点30分；20点至21点30分停止运作。随着绿城杨柳郡在2017年交付，该站周边潜在客流增加，杭州公交也调整了339路、124路（后取消）覆盖该站。至2018年中，车站客流已有所增加。

### 配套物业
七堡站A、B出口旁是一个下沉式广场，通过40多级台阶到地下一层。主要为旁边的地铁控制中心大楼设计的。因车站距离控制中心过近，所剩下的空间不足以建设地面出口，设计时便使用了控制中心的这个下沉式广场作为地铁站的其中一个出入口。
七堡站还规划建设杭州地铁系统中规模最大的上盖综合体，面积达到103万平方米。该上盖物业由杭州地铁集团和绿城联合开发，命名七堡杨柳郡住宅项目。其为目前中国内地最大的地铁上盖住宅区。除了商用住宅外，该上盖物业还规划有4万平方米商业配套、东、西两个超7万平方米公园以及配备2个9班制幼儿园和1个24班小学。

## 接驳交通
- 杭州公交

D口：地铁七堡站D口
| 地铁七堡站D口 | 地铁七堡站D口 | 地铁七堡站D口 | 地铁七堡站D口 | 地铁七堡站D口             |
| 编号          | 路线          | 路线          | 路线          | 备注                      |
| ------------- | ------------- | ------------- | ------------- | ------------------------- |
| 1713          | 火车东站东    | ⇆             | 三格地        | 原339路西段，后合并1714路 |

- 杭州公共自行车